# Ramzes II.
Ramzes II. (različno transliteriran kot Rameses ali Ramses, tudi Ramzes Veliki), tretji faraon Devetnajste egipčanske  dinastije, ki je vladal od 1279 pr. n. št. do 1213 pr. n. št., * okoli  1303 pr. n. št., † 1213 pr. n. št.
Pogosto ga obravnavajo kot največjega, najslavnejšega in najmogočnejšega faraona egipčanskega imperija. Njegovi nasledniki in kasneje Egipčani, so ga klicali "Veliki prednik". Ramzes II. je vodil več vojaških odprav v Levant in ponovno potrdil egipčanski nadzor nad Kanaanom. Vodil je tudi odprave na jug v Nubijo. Nanje spominjajo napisi pri templjih Beit el-Wali in Gerf Huseinu.
Pri štirinajstih letih je bil imenovan za princa regenta in naslednika svojega očeta Setija I. Prestol je prevzel v poznih najstniških letih. Ocene starosti ob smrti se razlikujejo; 90 ali 91 je najbolj verjetna. Ramzes II. je v času svojega vladanja praznoval 14 sed festivalov (prvi je potekal po tridesetih letih vladavine, nato pa vsaka tri leta), več kot kateri koli drug faraon. Pokopan je bil v Dolini kraljev; njegovo mumijo so kasneje preselili v "kraljevo skrivališče", kjer je bila odkrita leta 1881 in je zdaj na ogled v Kairskem muzeju.
Zgodnje obdobje njegovega vladanja je bilo osredotočeno na gradnjo mest, templjev in spomenikov. Ustanovil je mesto Pi-Ramesses v delti Nila kot svoje novo glavno mesto in izhodišče za akcije v Siriji. V grških virih je znan tudi kot Ozymandias, v grščini del imena Ramzesovega prestola, Usermaatre Setepenre - "pravičnost Ra je močna - izberi Ra".

## Pohodi in bitke
Zgodaj v svojem življenju se je Ramzes II. lotil številnih akcij, da bi vrnil prej odvzeta ozemlja iz nubijskih in hetitskih rok. Bil je odgovoren za zatrtje nekaterih nubijskih uporov in izvedbo akcije v Libiji. Čeprav bitka pri Kadešu pogosto dominira v znanstvenem pogledu na vojaško hrabrost in moč Ramzesa II., pa je kljub temu zaslužen za več dokončnih zmag nad sovražniki Egipta. V času vladavine Ramzesa II. naj bi, po ocenah, egiptovska vojska štela približno 100.000 moških; mogočna sila, ki je bila uporabljena za krepitev egiptovskega vpliva. 

### Bitka proti Sherdenom, morskim piratom
V svojem drugem letu je Ramzes II. odločilno porazil Shardane ali Sherdene, morske pirate, ki so pustošili vzdolž egiptovske sredozemske obale in napadali tovorne ladje na morski poti v Egipt. Ljudstvo Sherden je verjetno prišlo iz obale Jonije ali morda jugozahodne Anatolije. Ramzes je vojake in ladje namestil na strateških mestih na obali in potrpežljivo dopustil piratom napasti svoj plen in jih spretno polovil s presenečenjem v morski bitki in jih vse naenkrat prijel. Stela iz Tanisa govori o njihovem prihodu "v svojih bojnih ladjah  sredi morja in nobena ni bila sposobna stati pred njimi". Pomorska bitka je morala biti nekje blizu ustja reke Nil, saj so videli kmalu zatem veliko Sherdenov v faraonovi telesni straži, prepoznani po njihovi rogati čeladi z žogo v sredini, okroglim ščitom in velikimi “Naue II” meči (bronastodobni meči), s katerimi so upodobljeni v napisih v bitki pri Kadešu. V tej pomorski bitki, skupaj s Shardani, je faraon tudi porazil Lukka (L'kkw, morda kasneje Lyciane) in Šqrsšw (Shekelesh) ljudstva.

### Prvi pohod nad Sirijo
Takoj po bitki pri Kadešu, je Ramzes II. začel pohod v Kanaan. Njegov prvi pohod se je zgodil v četrtem letu njegovega vladanja in je bil zabeležen s postavitvijo prve izmed spominskih stel Nahr el-Kalb, v bližini sodobnega Bejruta. Napis je skoraj popolnoma neberljiv zaradi preperevanja.
Dodatni podatki nam povedo, da se je bil prisiljen boriti s Kanaanskim princem, ki ga je  smrtno ranil egiptovski lokostrelec in katerega vojska je pozneje zbežala. Ramzes je pripeljal princa kot živega zapornika v Egipt. Ramzes je potem ropal poglavarje v njihovih deželah in se vsako leto vračal na njihov sedež v Riblah po davke. V četrtem letu svojega kraljevanja, je na pohodu v Siriji ujel hetitskega vazala kraljestva Amurru.

### Drugi pohod nad Sirijo
Bitka pri Kadešu v njegovem petem letu vladanja je bila odločilna v bojih, ki jih je Ramzes vodil v Siriji, proti ponovno oživljenim hetitskim silan Mubatalija. Faraon si je želel zmage pri Kadešu in tako razširiti meje Egipta v Sirijo in pri tem posnemal svojega očeta Setija, ki je bil tu samo desetletje ali dva prej. Zgradil je tudi svoje novo glavno mesto Pi-Ramzes, kjer je zgradil delavnice za izdelavo orožja, vozov in ščitov. Nekatere so proizvedle 1.000 kosov orožja v tednu, približno 250 vozov v 2 tednih in 1000 ščitov v tednu in pol. Po teh pripravah je Ramzes premaknil napad v Levant, ki je pripadal bolj velikemu sovražniku kot kateri koli s katerim se je kdaj soočil: Hetitski imperij.
Sile Ramzesa so bile ujete v Hetitski zasedi in premoči pri Kadešu, ko so izvedli protinapad in porazili Hetite, katerih preživeli so pustili svoje vozove in preplavali reko Oront ter se vrnili nazaj na varno mestnega obzidja.

### Tretji pohod nad Sirijo
Egipčanski vpliv je zdaj omejen na Kanaan medtem ko je Sirija padla v hetitske roke. Kanaanski princi, ki jih je egiptovska nezmožnosti uvesti svojo voljo navidezno spodbujala, so s spodbudo Hetitov začeli upore proti Egiptu. V sedmem letu kraljevanja se je Ramzes II. ponovno vrnil v Sirijo. Tokrat se je izkazal za veliko bolj uspešnega proti Hetitom. V tej akciji je razdelil svojo vojsko v dve sili. Eno je vodil njegov sin Amon-her-khepeshef in lovil bojevnike plemena Šhasu čez Negev v bližini Mrtvega morja in zajel kraljestvo Edom v gorah Seir. Nato je napadel kraljestvo Moab. Druga sila, ki jo je vodil Ramzes, je napadla Jeruzalem in antični Jeriho. Tudi on je nato vstopil v Moab, kjer je deloval njegov sin. Združena vojska je nato vkorakala v Hesbon, Damask, na Kumidi in na koncu ponovno zasedli Upi (področje okoli Damaska) in s tem ponovna vzpostavili nekdanji vpliv Egipta.

### Zadnji pohod nad Sirijo
Ramzes je razširil svoje vojaške uspehe v osmem in devetem leta vladanja. Prečkal je reko Dog (Nahr al-Kalb) in se potisnil proti severu v Amurru. Njegova vojska je uspela v pohodu na sever v Dapur, kjer je postavil svoj kip. Egipčanski faraon se je tako znašel v severnem Amurru tudi mimo Kadeša v Tunip, kjer niso videli nobenega egiptovskega vojaka vsaj od časa Tutmozisa III., skoraj 120 let prej. Mesto je oblegal, preden ga je zavzel. Njegova zmaga pa se je izkazala za kratkotrajno. V letu devet je Ramzes postavil stelo pri Bet Sheanu. Potem, ko je utrdila svojo oblast nad Kanaanom, je Ramzes vodil svojo vojsko na sever. Večinoma neberljiva stela v bližini Bejruta, za katero se zdi, da jo je treba datirati v drugo kraljevo leto, je bila verjetno tam postavljena v desetem letu. Ozek pas ozemlja stisnjen med Amurrujem in Kadešem ni bil stabilen. Še isto leto so se vrnili Hetiti tako, da je Ramzes moral ponovno na pohod proti Dapurju. Šest Ramzesovih sinov je še vedno nosilo znake mladosti, ko so sodelovali v tej osvojitvi. Zavzel je mesta v Retenuju (staroegipčansko ime za Kanaan in Sirijo) in mestno državico Tunip v Naharinu, kasneje prikazan na stenah Ramesseuma.

### Mirovna pogodba s Hetiti
Odstavljen hetitski kralj Mursili III. je pobegnil v Egipt, deželo sovražnika njegove države, po neuspehu ga je iz prestola izrinil njegov stric. Hattusili III. se je odzval z zahtevo, da Ramzes II. izroči svojega nečaka nazaj Hetitom.
Ta zahteva povzroči krizo v odnosih med Egiptom in Hetiti, ko Ramzes zanika vedenje o tem, kje je Mursili III. Imperija sta bila spet nevarno blizu vojne. Sčasoma, v enaindvajsetem letu svojega vladanja (1258 pr. n. št.), se je Ramzes odločil, da sklene pogodbo z novim Hetitskim kraljem Hattusili III., pri Kadešu končata konflikt. Dokument je prva znana mirovna pogodba v svetovni zgodovini.
Mirovna pogodba je bila zapisana v dveh različicah, ena v egiptovskih hieroglifih, druga v akadščini z uporabo klinopisa; obe različici sta ohranjeni. Takšna uporaba dveh jezikov je skupna mnogim nadaljnjim pogodbam. Ta pogodba se razlikuje od drugih po tem, da sta obe jezikovni različici drugače ubesedeni. Medtem ko je večina besedila identična, hetitska različica pravi, da so Egipčani prišli prosit za mir, egiptovska različica pa pravi obratno. Pogodba je bila dana Egipčanom v obliki srebrne plošče in ta verzija "žepne knjige" je bila prinešena nazaj v Egipt in vgrajena v tempelj Karnaku.
Pogodba je bila sklenjena med Ramzesom II. in Hattusilijem III. v 21. letu vladavine Ramzesa (okoli 1258 pr. n. št.). V 18. členu poziva k miru med Egiptom in Hetiti in nato nadaljuje, da njihovi bogovi tudi zahtevajo mir. Meje v tej pogodbi niso določene, vendar jih je mogoče razbrati iz drugih dokumentov. Anastasy A papirus opisuje Kanaan, v zadnjem delu vladavine Ramzesa II. in našteva imena feničanskih obalnih mest pod egiptovskim nadzorom. Pristaniško mesto Sumur, severno od Biblosa, se omenja kot najbolj severno mesto, ki pripada Egiptu, ker ima egiptovsko garnizijo.
Po sklenitvi mirovne pogodbe, v Kanaanu ni bilo dodatnih egiptovskih dejavnosti. Severna meja se zdi, da je bilo varna in mirna, tako da je bila vladavina faraona močna do smrti Ramzesa II. in upadanja dinastije.

### Pohod nad Nubijo
Ramzes II. je zavzel tudi ozemlje južno od prvega katarakta v Nubiji. Ko je Ramzes vladal  približno 22 let, sta ga dva njegova sinova spremljala v vsaj eni od teh akcij. V času Ramzesa je bila Nubija kolonija že dvesto let, vendar njegova osvajanja so bila navedena kot dekoracija templjev Ramzesa II., zgrajenih v Beit el-Wali (ki je bil predmet epigrafskega dela Oriental Institut med nubijsko reševalno kampanjo v 1960-tih), Gerf Husseinu in Kalabshi v severni Nubiji. Na južni steni templja Beit el-Wali je Ramzes II. upodobljen v bitki proti Nubijcem v bojnem vozu, medtem ko sta njegova dva mlada sinova, Amon-njen-khepsef in Khaemwaset, prikazana za njim, tudi v bojnih vozovih. Stena v enem od templjev pravi, da se je moral boriti v eni bitki brez pomoči svojih vojakov.

### Pohod nad Libijo
V času vladavine Ramzesa II. so bili Egipčani očitno dejavni na 300 km vzdolž sredozemske obale, vsaj do Zawiyet Umm el-Rakham. Čeprav natančni dogodki niso jasni, je določena stopnja političnega in vojaškega nadzora morala obstajati v regiji, da je omogočila gradnjo obalnih utrdb in trdnjav.
Ni podrobnih zapisov o velikih vojaških akcijah Ramzesa II. proti Libijcem, obstajajo samo splošne evidence njegovega osvajanja, ki se ne nanašajo na posebne dogodke. Možno je, da nekateri izmed zapisov, kot je Asuanska stela, kažejo na prisotnost Ramzesa  v libijskih akcijah. Morda je bil Seti I. tisti, ki je dosegel ta domnevni nadzor nad regijo in ki je nameraval vzpostaviti obrambni sistem, na podoben način, kakor je bil obnovljen tisti na vzhodu preko severnega Sinaja.

### Sed festival
Po vladajočih 30 letih, se je Ramzes pridružil izbrani skupini, ki je vključevala le peščico najdlje živečih kraljev Egipta. Po tradiciji je v 30. letu svojega kraljevanja Ramzes praznoval jubilej, ki se je imenoval Sed festival ali "praznik repa". Ta egipčanski praznik je potrdil vladavino faraona. Kasneje je praznoval na tri leta. Praznovanje je bilo verjetno namenjeno pomladitvi moči in vzdržljivosti faraona, medtem ko je sedel na prestolu. Ime izhaja iz imena za egipčanskega boga volka, imenovan Wepwawet ali Sed. Na hrbtni strani faraonovega oblačila je bil v zgodnjih obdobjih egipčanske zgodovine pritrjen rep. Ta rep je bil lahko ostanek prejšnjega svečanega plašča, izdelanega iz popolne kože živali.

## Gradbena dejavnost in spomeniki
Ramzes je gradil po Egiptu in Nubiji in njegove kartuše so na vidnem mestu tudi v stavbah, ki jih dejansko ni zgradil. Obstajajo pripovedi v njegovo čast vklesani na kamnu, kipih, ostankih palač in templjev, predvsem v Ramesseumu v vzhodnih Tebah in templju Abu Simbel. Deželo je prekril s stavbami od Delte do Nubije na način, kot noben kralj pred njim. Prav tako je ustanovil novo glavno mesto v delti v času svojega vladanja imenovan Pi-Ramzes; prej je služil kot poletna palača v času vladavine Setija I..
Njegov spominski tempelj Ramesseum, je bil šele začetek obsedenosti faraona s stavbo. Ko je bila zgrajena, je bila zgrajena kot nobena do tedaj. V tretjem letu svojega kraljevanja je Ramzes začel najbolj ambiciozen gradbeni projekta po piramidah, ki so bile zgrajene 1500 let prej. V Tebah so preoblikovali starodavne templje tako, da vsak od njih odraža čast Ramzesu kot simbol njegove domnevno božanske narave in moči. Ramzes se je odločil, da se ovekoveči v kamen in zato je ukazal spremembe metod, ki so jih uporabljali zidarji. Elegantne ampak plitve reliefe prejšnjih faraonov so zlahka preoblikovali, njihove podobe in besede so se zlahka zabrisale. Ramzes je vztrajal pri globokem reliefu v kamen, ki je bil  manj dovzeten za poznejše spremembe, pa tudi na bolj viden v egiptovskem soncu, kar odraža njegovo razmerje do boga sonca, Ra.
Ramzes je zgradil številne velike spomenike, vključno z arheološkim kompleksom Abu Simbel in pogrebnim templjem znanem kot Ramesseum, zgrajena da zagotovi, da bo njegova zapuščina preživela zob časa. Ramzes je uporabljal umetnost kot sredstvo propagande za svoje zmage nad tujci, ki so upodobljene na številnih tempeljskih reliefih. Ramzes II. je postavil tudi več ogromnih kipov sebe, kot kateri koli drug faraon. Prilastil si je tudi številne obstoječe kipe z zapisom svoje kartuše na njih.

### Pi-Ramzes
Ramzes II. je preselil glavno mesto svojega kraljestva iz Teb v dolini Nila na novo lokacijo v vzhodni Delti. Njegovi razlogi so negotovi, čeprav je morda želel biti bližje svojim ozemljem v Kanaanu in Siriji. V novem mestu Pi-Ramesses (ali polno ime: Pi-Ramesses Aa-nakhtu, kar pomeni "Področje Ramzesa, velik v zmagi") so prevladovali ogromni templji in kraljeve velike stanovanjske palače, skupaj z lastnim živalskim vrtom. Za nekaj časa je bilo mesto napačno identificirano kot Tanis, zaradi kiparstva in drugega materiala iz Pi-Ramessesa, ki so ga tam našli, vendar je zdaj priznano, da so Ramzesove predmete v Tanis prinesli od drugod in realni Pi-Ramesses leži približno 30 km južno, v bližini današnje vasi Qantir.  Velikanske noge kipa Ramzesa je skoraj vse, kar je ostalo nad zemljo danes, ostalo je pokopan pod polji.

### Ramesseum
Tempeljski kompleks Ramzesa II. zgrajen med Kurno (arab.: Qurna) in puščavo je bil znan kot Ramesseum od 19. stoletja. Grški zgodovinar Diodor Sicilski se je čudil velikanskemu templju, ki zdaj ni več kot nekaj ruševin.
Usmerjen severozahod in jugovzhod, je bil tempelj sam med dvema dvoriščema. Ogromen pilon je stal pred prvim dvoriščem, s kraljevo palačo na levi in velikanskim kipom kralja zadaj. Samo fragmenti osnove in torza so ostali od kipa faraona na prestolu iz sienita, 17 metrov visokega, ki tehta več kot 1000 ton. Prizori velikega faraona in njegove vojske slavijo zmago nad silami Hetitov, ki bežijo pred Kadešom so zastopani na pilonu. Ostanki drugega dvorišča vsebujejo del notranje fasade pilona in dela portika na desni strani. Prizori vojne in zatrjevanega poraza Hetitov pri Kadešu se ponavljajo na stenah. V zgornjem registru je praznik in čast faličnega boga Min, boga plodnosti. Na nasprotni strani dvorišča je ostalo še nekaj stebrov, ki kažejo prvotno veličino.
Vidni so razpršeni ostanki dveh kipov sedečega kralja, en iz roza granita, drugi v črni barvi granita, ki sta nekoč obdajala vhod v tempelj. Devetintrideset od oseminštiridesetih stebrov v veliki hipostilni dvorani (41 x 31 m) še vedno stoji v osrednji vrsti. Ti so okrašeni z običajnimi prizori kralja pred različnimi bogovi. Del stropa okrašen z zlatimi zvezdami na modri podlagi je tudi ohranjen. Ramzesovi otroci hodijo v procesiji na nekaj stenah levo. Svetišče je bilo sestavljena iz treh zaporednih sob, z osmimi stebri in tetrastilno celo. Del prve sobe, s stropom okrašenim z astralnimi scenami in nekaj ostankov drugih sob, je vse, kar je ostalo. Prostrana skladišča so bila zgrajena iz blatnih opek okoli templja. Sledovi šol za pismouke so bile najdene med ruševinami.
Tempelj Setija I., od katerega ni nič zdaj levo razen temeljev, je nekoč stal na desni strani hipostilne dvorane.

### Abu Simbel
Leta 1255 pr. n. št. sta Ramzes II. in njegova kraljica Nefertari odpotovala v Nubijo, da bi slovesno odprla nov tempelj, velik Abu Simbel. To je ego vklesan v kamen; človek, ki je to zgradil, se ni namenil postati le največji faraon Egipta, temveč tudi eden od njegovih bogov. 
Velik tempelj Ramzesa II. v Abu Simblu je bil odkrit leta 1813. Našel ga je švicarski orientalist in popotnik Johann Ludwig Burckhardt. Ogromen kup peska je skoraj v celoti pokrival fasado, njegovih ogromni kipi so zapirali vhod še nadaljnja štiri leta. Padovanski raziskovalec Giovanni Battista Belzoni je dosegel notranjost 4. avgusta 1817.

### Drugi nubijski spomeniki
Kot templje v Abu Simblu, je Ramzes zapustil v Nubiji tudi druge spomenike. Njegove zgodnje akcije so prikazane na stenah Beit el-Wali (zdaj preseljen v Novo Kalabsho). Drugi templji, posvečeni Ramzesu so še Derr in Gerf Hussein (tudi preseljen v Novo Kalabsho).

### Grobnica Nefertari
Grobnico najpomembnejše Ramzesove žene je odkril Ernesto Schiaparelli leta 1904. Čeprav je bila že v starih časih izropana, je grobnica Nefertari izjemno pomembna, saj njena veličastna poslikava velja za enega največjih dosežkov starodavne egiptovske umetnosti. Stopnice, vklesane v skalo omogočajo dostop do predsobe, ki je okrašena s slikami, ki temeljijo na poglavju 17 Knjige mrtvih. Ta astronomski strop predstavlja nebesa in je pobarvan v temno modri barvi, z nešteto zlatimi peterokrakimi zvezdami. Vzhodna stena predsobe je prekinjena z veliko odprtino, ki jo obdajata Oziris na levi in Anubis na desni; ta pa nas pripelje v stransko komoro, okrašeno s prizori darovanja;  sledi veža, v kateri slike prikazujejo Nefertari, kako se predstavlja bogovom, ki jo pozdravljajo. Na severni steni predsobe je stopnišče navzdol do pokopne komore, velike štirioglate sobe površine približno 90 kvadratnih metrov, s štirimi stebri, ki podpirajo v celoti okrašen astronomski strop. Prvotno je sarkofag kraljice iz rdečega granita ležal sredi te komore. V skladu z verskimi nauki tedanjega časa, je v tej dvorani, ki so jo Stari Egipčani imenovali zlata dvorano, potekala regeneracija pokojnika. Dekorativni piktogram sten v pokopni komori kaže navdihe iz poglavij 144 in 146 Knjige mrtvih: v levi polovici komore so odlomki iz poglavja 144 v zvezi z izhodi in vrata kraljestva Ozirisa, njihove skrbnike in čarobne formule, ki jih je moral izreči pokojnik, da bi prišel mimo vrat. 

### Grobnica KV5
Leta 1995 je profesor Kent Weeks, vodja Theban Mapping Project odkril grobnico KV5. Izkazalo se je, da bo največja grobnica v Dolini kraljev in je prvotno vsebovala mumificirane ostanke nekaj od kraljevih 52 sinov. Približno 150 hodnikov in grobnih komor so locirali v tej grobnici od leta 2006, lahko pa jih vsebuje več kot 200. Zato verjamejo, da so vsaj 4 Ramzesovi sinovi vključno Meryatum, Sety, Amun-her-khepeshef (prvorojeni sin) in "Kraljev principal sin njegovega telesa, Generalissimo Ramzes, utemeljen" (tj: pokojni) tam pokopani, kar sledi iz napisov, črepinj in kanopskih posod odkritih v grobnici.

### Kolosalni kipi
Kolosalni kip Ramzesa II. je bil obnovljen in postavljen na Ramzesovem trgu v Kairu leta 1955. V avgustu 2006 so izvajalci preselili njegov 3200 let star kip iz trga, da bi ga obvarovali pred izpušnimi plini. Kip je bil prvotno vzet iz templja v Memfisu. Novo mesto bo našel v bližnji prihodnosti v Velikem egipčanskem muzeju.

## Smrt in zapuščina
Ramzes II. je umrl v letu 1213 pred našim štetjem po 66. letih in dveh mesecih vladanja v svojem glavnem mestu Pi-Ramesse. V času njegove smrti pri starosti okoli 90 let, je Ramzes imel hude težave z zobmi, mučil ga je artritis in otrdelost arterij. V času njegovega vladanje je Egipt obogatel z osvajalnimi pohodi. Imel je veliko žena in otrok in zapustil veliko spomenikov po vsem Egiptu, še posebej za svojo ljubljeno prvo kraljico Nefertari. Njegov končni naslednik je bil njegov trinajsti sin, Merneptah. Še devet faraonov je prevzelo ime Ramzes v njegovo čast. Ramzes II. je postal legendarna osebnost, kar si je tako obupno želel, vendar to ni bilo dovolj, da bi zaščitil Egipt. Novi sovražniki so napadali imperij, ki je trpel tudi zaradi notranjih težav. Manj kot 150 let po tem, ko je umrl Ramzes, je egiptovski imperij padel in obdobje Novega Kraljestva se je končalo.

## Mumija
Ramzes II. je bil prvotno pokopan v grobnici KV7 v Dolini kraljev, vendar pa so zaradi plenjenja, duhovniki kasneje prenesli truplo na novo območje, ponovno zavili in ga postavili v grobnico kraljice Inhapy. Dvainsedemdeset ur kasneje so jo spet preselili v grobnico velikega duhovnika Pinudjema II. Vse to je zabeleženo v hieroglifih na tkanini, ki pokriva telo. Njegova mumija se danes nahaja v Egipčanskem muzeju v Kairu.
Mumija faraona razkriva orlovski nos in močno čeljust in meri v dolžino približno 1,7 m. 
Leta 1974 so egiptologi obiskali njegovo grobnico in opazili, da se stanje mumije hitro slabša in jo poslali v Pariz na pregled. Ramzesu II. je bil izdan egiptovski potni list, v katerem je bila navedena dejavnost kot "Kralj (pokojni)". Mumija je prispela na letališče Le Bourget zunaj Pariza in bila sprejeta z vsemi vojaškimi častmi kot se spodobi za kralja.
V Parizu so našli glivo, ki je napadla mumijo in jo uničili. Med preiskavo je bila izvedena znanstvena analiza, ki je pokazala bojne rane, stare zlome, artritis in slabo cirkulacijo.
Zaradi artritisa so verjeli, da je v zadnjih desetletjih svojega življenja hodil sključen. Nedavna študija je izključila ankilozirajoči spondilitis kot možen vzrok. Odkrita je bila pomembna luknja v čeljusti. Raziskovalci so opazili »absces na njegovih zobeh (ki) je bil dovolj resen, da je povzročil smrt po okužbi, čeprav to ni mogoče z gotovostjo določiti«. Gaston Maspero, ki je mumijo Ramzesa II. odvil piše, »na senceh obstaja nekaj redke dlake, na zatilju je dlaka precej debela, in tvori gladke, ravne kodre približno pet centimetrov v dolžino. Bela ob smrti in v življenju morda rdečkastorjav, je bil obarvan s svetlo rdečimi začimbami (kana), ki se je uporabljala za balzamiranje ... brki in brada so tanki ... Dlačice so bele, kot so tiste iz glave in obrvi ... koža je zemeljsko rjava, ... obraz mumije daje pravično idejo obraza živega kralja.«
Mikroskopski pregled korenin las je izkazal, da so bili kraljevi lasje sprva rdeči, kar kaže, da je prišel iz družine rdečelaske. To je več kot samo kozmetični pomen. V starem Egiptu so ljudi z rdečimi lasmi povezovali z bogom Setom, ubijalcem Ozirisa in ime očeta Ramzesa II. je Seti I., pomeni "privrženec Seta."
Po vrnitvi mumije Ramzesa v Egipt, jo je obiskal predsednik Anvar Sadat in njegova žena.

## Druga literatura
- Hasel, Michael G. 1994. “Israel in the Merneptah Stela," Bulletin of the American Schools of Oriental Research 296., pp. 45–61.
- Hasel, Michael G. 1998. Domination and Resistance: Egyptian Military Activity in the Southern Levant, 1300–1185 BC. Probleme der Ägyptologie 11. Leiden: Brill Publishers. ISBN 90-04-10984-6
- Hasel, Michael G. 2003. "Merenptah's Inscription and Reliefs and the Origin of Israel" in Beth Alpert Nakhai ed. The Near East in the Southwest: Essays in Honor of William G. Dever, pp. 19–44. Annual of the American Schools of Oriental Research 58. Boston: American Schools of Oriental Research. ISBN 0-89757-065-0
- Hasel, Michael G. 2004. "The Structure of the Final Hymnic-Poetic Unit on the Merenptah Stela." Zeitschrift für die alttestamentliche Wissenschaft 116:75–81.
- James, T. G. H. 2000.  Ramzes II. New York: Friedman/Fairfax Publishers. A large-format volume by the former Keeper of Egyptian Antiquities at the British Museum, filled with colour illustrations of buildings, art, etc. related to Ramzes II